# Joppolo
Joppolo (tiếng Hy Lạp: Iambolos) là một đô thị ở tỉnh Vibo Valentia trong vùng Calabria, có cự ly khoảng 70 km về phía tây namcủa Catanzaro và khoảng 20 km về phía tây namcủa Vibo Valentia. Tại thời điểm ngày 31 tháng 12 năm 2004, đô thị này có dân số 2.150 người và diện tích là 15,3 km².
Đô thị Joppolo có các frazioni (đơn vị trực thuộc, chủ yếu là các làng) Coccorino, Coccorinello, Monte Poro, và Caroniti.
Joppolo giáp các đô thị: Nicotera, Ricadi, Spilinga.